# Экономический форум в Крынице
Экономический форум в Крынице (Польша) — ежегодная международная встреча представителей экономической и политической элиты Центрально-Восточной Европы, которая начиная с 1992 года происходит в польском курортном городе Крыница-Здруй в первой половине сентября. Инициатором конференции является Зигмунт Бердыховский, а организатором Фонд «Институт восточноевропейских исследований».

## История
Экономический форум в Крынице вырос из небольшой конференции, на которую в 1992 году приехало около 100 участников — преимущественно из Польши. Сегодня Форум считается крупнейшим и самым известным мероприятием, во время которого встречаются представители мира политики и бизнеса Центрально-Восточной Европы.
По словам организаторов, миссией Экономического форума является создание благоприятного климата для развития политического и экономического сотрудничества в Европе. На протяжении многих лет в Крынице звучат важные декларации, касающиеся экономической политики, а мнения участников цитируются мировыми СМИ и обсуждаются в експертских кругах.
Среди участников Форума присутствуют президенты, премьер-министры, евросоюзные политики, члены парламентов, главы крупнейших корпораций, эксперты, представители местного самоуправления, мира культуры, науки и журналисты. В XXVI Экономическом форуме в 2016 году принимало участие более 3000 гостей из 60-ти стран - лидеры политической, экономической и социальной жизни из Европы, Азии и США.

## Гости
Участие в прошлых форумах, в частности, принимали:
Валдас Адамкус, Хосэ Мария Аснар, Гордон Байнаи, Жозе Мануэл Баррозу, Марек Белька, Эльмар Брок, Ежи Бузек, Эмиль Константинеску, Массимо Д'Алема, Норман Дэвис, Валдис Домбровскис, Анджей Дуда, Микулаш Дзуринда, Роберт Фицо, Влад Филат, Ян Фишер, Колинда Грабар-Китарович, Альфред Гузенбауэр, Даля Грибаускайте, Ребекка Хармс, Вацлав Гавел, Тоомас Хендрик Ильвес, Георге Иванов, Арсений Яценюк, Виктор Янукович, Виктор Ющенко, Ярослав Качинский, Эва Копач, Александр Квасьневский, Бронислав Коморовский, Хорст Кёлер, Милан Кучан, Витаутас Ландсбергис, Томас де Мезьер, Степан Месич, Марио Монти, Лешек Миллер, Джорджо Наполитано, Виктор Орбан, Андрис Пиебалгс, Петр Порошенко, Михаил Саакашвили, Жоржи Сампайю, Карел Шварценберг, Богуслав Соботка, Ласло Шойом, Беата Шидло, Борис Тадич, Мирек Тополанек, Дональд Туск, Вайра Вике-Фрейберга, Лех Валенса, Хосе Луис Сапатеро.
Известные российские участники Форума: Сергей Ястржембский, Андрей Илларионов, Максим Шевченко, Исидор Тупикин, Татьяна Толстая,  Асламбек Аслаханов, Виктор Ерофеев, Владимир Рахманин, Матвей Ганапольский, Александр Рар, Валерий Пендраковский, Андрей Пионтковский, Сергей Марков, Виктор Шендерович, Наталья Нарочницкая.

## Дебаты
В рамках Форума проходит около 150 дебат, разделённых на тематические блоки, включающие в себя важнейшие отрасли экономики, в том числе:
- Бизнес и менеджмент
- Макроэкономика
- Новая экономика
- Инновации
- Энергетика
- Государство и реформы
- Здравоохранение

## СМИ
На Форуме традиционно присутствуют представители масс-медиа со всего мира, журналистские материалы проведенных дискуссий можно найти в международных изданиях, таких как: Bloomberg, AFP, Euronews, Reuters, ТАСС, а также на первых страницах наиболее влиятельных ежедневных газет, в том числе The Wall Street Journal, Die Welt, Коммерсант или Financial Times.